# Копир (разъезд)
Копир (каз. Көпір) — разъезд в Коксуском районе Жетысуской области Казахстана. Входит в состав Айнабулакского сельского округа. Находится на реке Биже. Код КАТО — 194833200.

## Население
В 1999 году население разъезда составляло 35 человек (18 мужчин и 17 женщин). По данным переписи 2009 года, в разъезде проживали 24 человека (12 мужчин и 12 женщин).